# Лохвицкий 279-й пехотный полк
Сформирован в июле 1914 г. из кадра, выделенного 131-м пехотным Тираспольским полком (г. Киев). Входил в состав 70-й пехотной дивизии. Состав – 4 батальона.

## Участие в боях
- 02.05.1915 - 22.06.1915 — Горлицкий прорыв и начало отступления русских войск
- Июль 1917 г. — отличился в ходе наступления 5-й армии под Якобштадтом[2].

## Люди, служившие в полку
- Негребецкий Исидор Никифорович, ст. унтер-офицер, награжден Георгиевским крестом IV-й степени (Солдатский) №411191, уроженец с. Чокрак, Кунанской волости, Таврической губернии.[3]

## Командиры
- 16.08.1914 — 05.02.1915 - Фотиев Петр Петрович, полковник;
- 06.02.1915 — 10.07.1916 - Пашковский Евгений Александрович, полковник;
- 05.08.1916 — 19.04.1917 - Виц Иван Николаевич, полковник;
- 19.04.1917 — 16.05.1917 - Поляков, полковник;
- 16.05.1917 — 28.10.1917 - Кохановский, полковник;
- 09.11.1917 — ??? - Россинский, полковник.